# Parafia św. Wawrzyńca w Plutach
Parafia św. Wawrzyńca w Plutach należy do dekanatu w Pieniężnie. Parafia w Plutach powstała w XIV w. i od chwili utworzenia archiprezbiteratów należała do archiprezbiteratu w Pieniężnie.
Wieś założona została w roku 1325, a parafię dotowano w 1326. Pierwsza wzmianka o proboszczu w Plutach pojawiła się w roku 1343. Kościół murowany zbudowany był tu w połowie XIV w. Zniszczony został w czasie wojny polsko-krzyżackiej w 1410.
Odbudowany kościół w roku 1581 konsekrował pw. śś. Wawrzyńca i Stanisława biskup warmiński Marcin Kromer. W roku 1801 świątynię przedłużono ku zachodowi i dobudowano obecną wieżę. W kościele znajdowało się renesansowe epitafium proboszcza Szymona Arnolda († 1674).
Wsie należące do parafii w roku 1729: Pluty, Łoźnik, Wopy, Lubianka, Glądy Pełty, Kowale, Jeziorko i Pawły, Kowale, Dobrzynka, Grotowo, Zięby
Ruch naturalny w parafii w roku 1772: urodzeni - 34, zmarli - 44, śluby - 9, Komunia św. wielkanocna - 713. W roku 1878 do Komunii przystąpiło 1241 osób.
Współcześnie terytorium parafii znajduje się na terenie dwóch gmin: gminy Pieniężno i gminy Górowo Iławeckie. Do parafii w Plutach należą kaplice filialne w Łoźniku i Grotowie.